# 錯誤涵蓋率
錯誤涵蓋率（Fault coverage）也稱為故障覆蓋率，是指在一工程系統中，某種故障可以被偵測到的百分比。工廠的生產測試會希望有高錯誤涵蓋率的結果，像可测试性设计（DFT）及自動測試圖樣產生（ATPG）等技術的目的也是為了提高錯誤涵蓋率。
例如在电子学中，固定型故障涵蓋率的偵測方式就是在硬體模型中將分別每一個針腳固定為邏輯0及邏輯1的準位，然後執行測試向量。若至少有一個輸出暫存器和預期的輸出不同，就算是有偵測到此故障。在概念上，模擬執行的總數會恰好是針腳數量的二倍（理想上，需要測試到每一個針腳固定為邏輯0及邏輯1的情形），不過有許多最佳化可以減少需要的計算量。而且，許多沒有交互作用的故障可以同時在一次測試中一起模擬，只要偵測到故障，模擬就可以結束。
錯誤涵蓋率的測試通過條件是所有可能故障中，至少可以偵測一定百分比的故障。若沒有通過，有以下三個選擇。設計者可以擴充或是提昇測試向量集，也許是用更有效的ATPG工具。第二個選擇是重新規劃電路，提昇故障偵測能力（提高可控制性及可觀察性）。第三個選擇是接受較低的錯誤涵蓋率。

## 外部連結
- https://web.archive.org/web/20081015200848/http://www.crhc.uiuc.edu/IGATE/hitec-software.html gate-level fault simulator PROOFS for non-profit educational institutions from the University of Illinois
- http://www.eng.auburn.edu/~strouce/ausim.html （页面存档备份，存于） free, hierarchical fault simulator AUSIM from Auburn University